# Planfoy
Planfoy är en kommun i departementet Loire i regionen Auvergne-Rhône-Alpes i centrala Frankrike. Kommunen ligger i kantonen Saint-Genest-Malifaux som tillhör arrondissementet Saint-Étienne. År 2022 hade Planfoy 1 072 invånare.

## Befolkningsutveckling
Antalet invånare i kommunen Planfoy
| Referens: INSEE |